# Vande Mataram

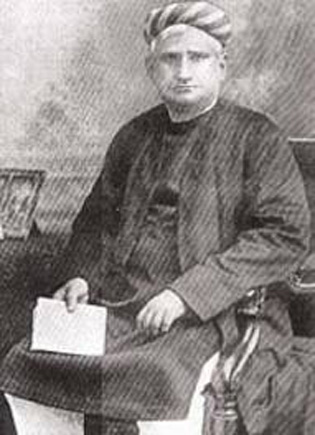
Bankim Chandra Chattopadhyay

Vande Mataram (Bengaals: বন্দে মাতরম্‌, Sanskriet: वन्दे मातरम्) - letterlijk: "Ik buig voor u, Moeder" - is een gedicht uit de roman Anandamath van Bankim Chandra Chattopadhyay uit 1882. Het is geschreven in het Bengaals en het Sanskriet.
Het gedicht bezingt het Moederland. Het speelde een belangrijke rol in de Indiase onafhankelijkheidsbeweging en werd voor het eerst in een politieke context gezongen door Rabindranath Tagore in 1896 op de zitting van het Indiaas Nationaal Congres.
In 1950, na de onafhankelijkheid van India, kregen de eerste twee strofen ervan de officiële status van "nationaal lied" van de Republiek India, wel te onderscheiden van de hymne van India, het Jana Gana Mana.